# John Knudsen Northrop
John Knudsen „Jack“ Northrop (* 10. November 1895 in Newark, New Jersey; † 18. Februar 1981) war ein US-amerikanischer Industrieller und Flugzeugkonstrukteur.

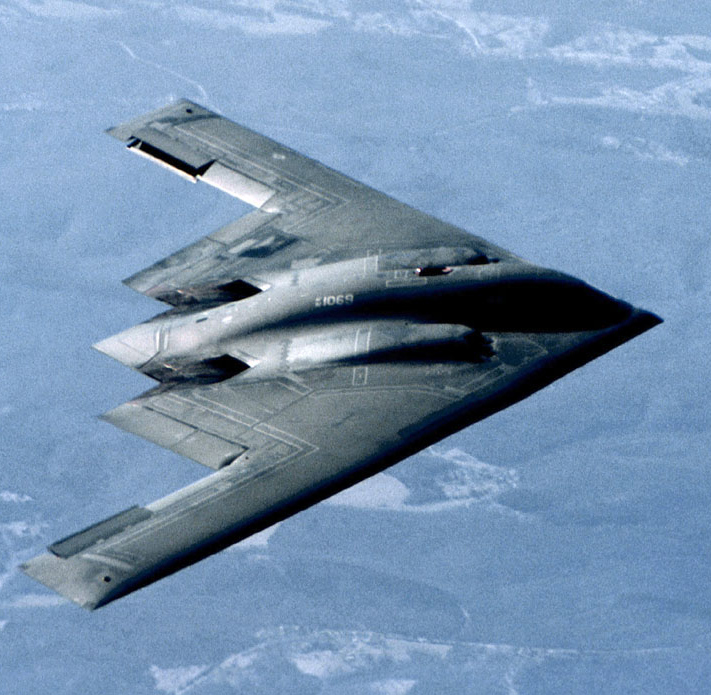
Fliegende B-2 Spirit der US Air Force

## Biografie
Nach dem Umzug seiner Eltern von Newark (New Jersey) nach Kalifornien im Jahr 1904 begann Northrop seine Luftfahrtkarriere 1916 als Planungskonstrukteur für die Loughead Aircraft Manufacturing Company (später Lockheed Corporation). Dort konstruierte er u. a. die Tragflächen für das F-1 Flugboot und das Leichtflugzeug S-1. Nachdem das Unternehmen 1921 insolvent wurde, wechselte er von 1923 bis 1926 zur Douglas Aircraft Company, wo er die Tankanlage für den World Cruiser entwarf. Als die Loughead Brüder 1926 ein neues Unternehmen gründeten, kehrte er als Chefingenieur, zu Lockheed zurück. Dort entwickelte er zusammen mit Gerard Vultee die berühmte Vega-Serie, mit deren Flugzeugen legendäre Piloten wie Wiley Post und Amelia Earhart viele Rekorde aufstellten.
Seine erste eigene Firma, Avion Corporation, gründete Northrop im Jahre 1928, um experimentelle Untersuchungen mit lastaufnehmenden Rumpfbeplankungen und mit Nurflügelkonstruktionen durchzuführen. Die Firma produzierte den Nurflügler EX-1. Dies machte William Boeing auf Northrop aufmerksam, worauf Boeing die Avion Corporation als Basis für die neu gegründete Northrop Aircraft Corporation übernahm. Northrop Aircraft Corporation war damit ein Teil von Boeings riesiger United Aircraft and Transport Corporation. Das erste Produkt war die Northrop Alpha von 1930, das erste amerikanische Flugzeug mit einer lastaufnehmenden Rumpfhaut.
1939 wandte sich das Unternehmen militärischen Designstudien zu, und baute während des Zweiten Weltkrieges z. B. den Nachtjäger P-61 Black Widow.

## Die Entwicklung von Nurflügelflugzeugen
Northrop träumte zeitlebens davon, ein Flugzeug ohne Rumpf und Leitwerk zu bauen, da dies den Luftwiderstand erheblich senken würde. In den 1940er und 1950er Jahren manifestierte sich diese Vision für kurze Zeit in den YB-35 und YB-49 Flying Wing Bombern.
Northrop trat damit das Erbe von Hugo Junkers an, der als Erster nicht nur Ganzmetallflugzeuge mit freitragenden Tragflächen entwarf, sondern diese Idee konsequent zum Nurflügler zu Ende dachte, allerdings nur ansatzweise technisch umsetzen konnte.
Junkers hatte 1910 sein Patent „Gleitflieger mit zur Aufnahme von nicht Auftrieb erzeugenden Teilen geeignetem Hohlkörper“ in Berlin angemeldet. 1914 meldete Junkers dieses Patent auch in den USA an, wo es nach dem Ende des Ersten Weltkrieges wie alle deutschen Patente für ungültig erklärt wurde und für 5 Cent erworben werden konnte. Junkers entwarf noch verschiedene Studien zum Nurflügler. Seine Ideen konnten in den Dessauer Junkerswerken aber teils aus finanziellen, teils aus technischen Gründen mit der G 38 oder dem Mammut-Lastsegler nur ansatzweise umgesetzt werden.
In den USA bezeichnete Vincent Burnelli seine Entwürfe RB 1 von 1920 und RB 2 von 1924 zwar als Nurflügel (Flying Wings), doch muss man sein heute Lifting Fuselage genanntes Konzept eher den Auftriebskörpern zurechnen. Eine gelegentlich behauptete Verwandtschaft zu den Konstruktionen von Junkers mit ihren sehr dicken Flügeln großer Tiefe, die auch Passagiere aufnehmen konnten, bestand nicht.
Northrops Einfluss auf modernes Flugzeugdesign reicht bis ins 21. Jahrhundert, und sein Geist lebt noch heute in den B-2 „Spirit“ Stealth Bombern weiter.